# Pogórze (stacja kolejowa)
Pogórze – stacja kolejowa w Pogórzu, w powiecie cieszyńskim, w województwie śląskim. Znajduje się na wysokości 297 m n.p.m.

## Historia
Stacja kolejowa w Pogórzu została otwarta w 1888 roku, gdy znalazła się na linii Kolei Miast Morawsko-Śląskich łączącej Morawy i Śląsk Cieszyński. Stacja położona jest praktycznie w leśnym otoczeniu. Zbudowano ceglany budynek mieszczący kasę biletową i niewielką poczekalnię. Na stacji znajduje się położony na łuku peron z dwoma wiatami. Obecnie stacja składa się z dwóch torów mijankowych oraz trzeciego toru dodatkowego. Po zawieszeniu przewozów dworzec zaadaptowano do celów mieszkalnych, w późniejszym okresie został opuszczony. Dobudowana została do niego nastawnia.